# Jean-François Oeben

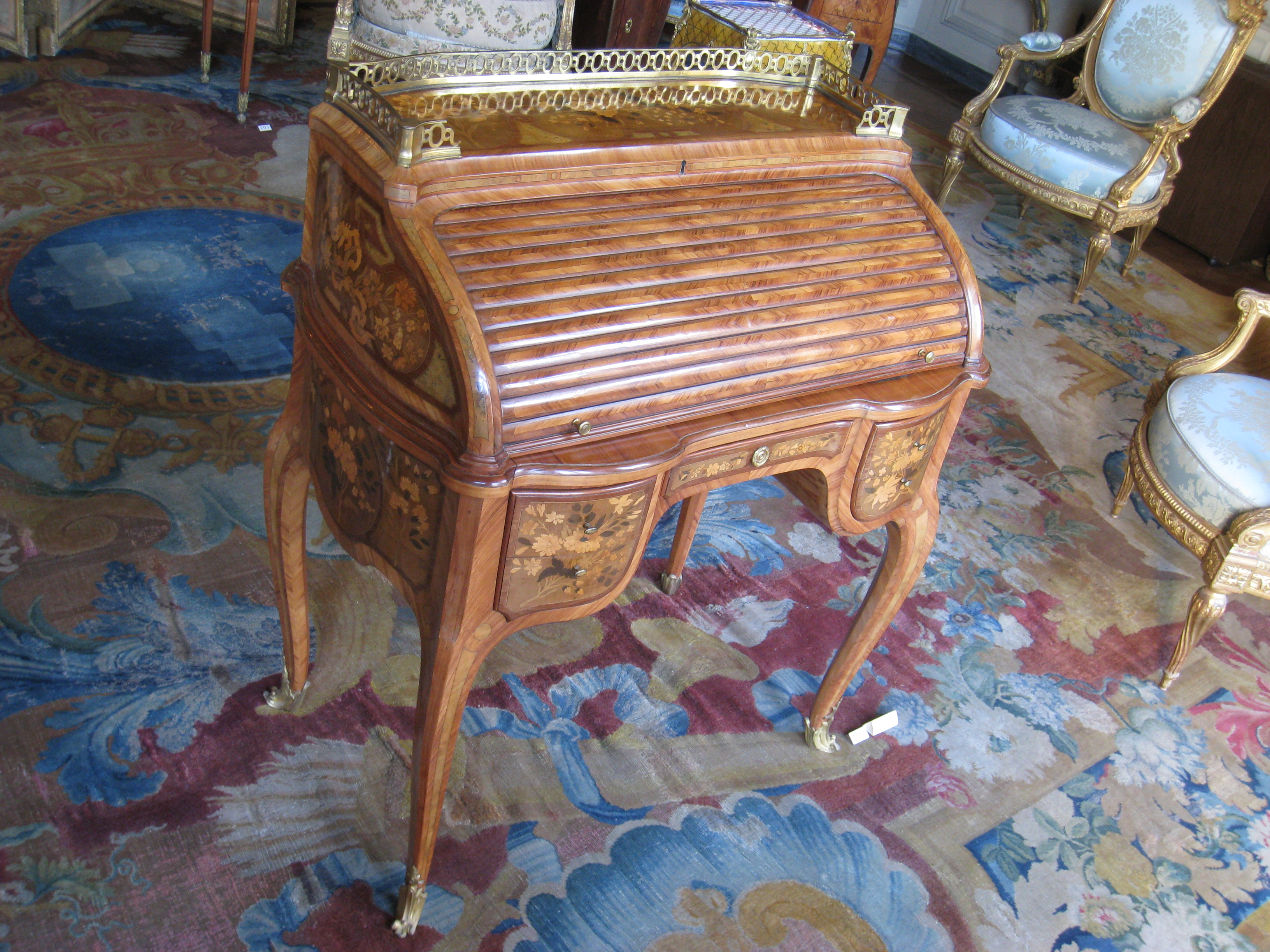
Cylinderskrivbord av Jean-François Oeben.

Jean-François Oeben (tyska Johann Franz Oeben), född 9 oktober 1721 i Aachen i Tyskland, död 21 januari 1763 i Paris, var en tysk-fransk möbelsnickare.

## Biografi
Oeben var son till en katolsk postmästare och emigrerade till Frankrike på 1740-talet. Bland annat tack vare ett giftermål med en annan möbelsnickares syster lyckades Oeben sin utländska härkomst till trots 1754 bli utnämnd till franske kungens officielle ebenist, vilket gav honom tillträde till Gobelinverkstäderna. Platsen vid Gobelin var avgörande för Oebens karriär, bland annat eftersom snickare vid verkstäderna hade möjlighet att få mästarbrev kostnadsfritt efter sex år och franskt medborgarskap efter tio år.

## Verksamhet
Oeben verkade i rokokotraditionen och ansågs allmänt som sin tids främste möbelkonstnär. I kundkretsen ingick de främsta företrädarna för den franska aristokratin, och Madame de Pompadour var en av hans beskyddare. Han intresserade sig mycket för möbler med mekaniska finesser, och utvecklade bland annat principen bakom cylinderskrivbordet. Tillsammans med eleven och efterträdaren Jean-Henri Riesener tillverkade han Ludvig XV:s sekretär i Versailles, ett av världens mest berömda möbelsnickeriarbeten. Skrivbordet påbörjades 1760 och slutfördes nio år senare, sex år efter Oebens död, av Riesener som vid det laget hade gift sig med Oebens änka.
Den svenske möbelsnickaren Carl Petter Dahlström gick i lära hos Oeben.